# LPMUD
LPMUD – rodzaj gry tekstowej typu MUD, opracowany w 1989 przez Larsa Pensjö (stąd Lars’ Pensjö’s Multi User Dungeon – w skrócie LPMUD). Podstawową różnicą od innych typów MUD-ów było rozdzielenie maszyny wirtualnej, czyli gamedrivera, od komponentów służących budowaniu świata gry, pisanych w języku LPC, nazwanego mudlibem.